# Mark Waid
Mark Waid (* 21. března 1962, Hueytown, Alabama) je americký komiksový scenárista. Proslul svým osmiletým runem u komiksu Flash (1992-2000), komiksovou knihou Kingdom Come (1996) a komiks Superman: Birthright (2003); všechny pro DC Comics. Dalšími výraznými díly jsou zakázky pro Marvel Comcis, zejména Captain America, Fantastic Four a především Daredevil, za kterého obdržel tři ceny Eisner Award (2012). Mezi lety 2007 a 2010 byl šéfredaktorem nakladatelství Boom! Studios, od roku 2010 je tamním kreativním ředitelem (CCO). U tohoto nakladatelství vydal komiksy Irredeemable a Incorruptible, za které v roce 2012 obdržel, společně se sérii Daredevil, Eisner Award pro nejlepšího scenáristu roku.

## Česky vydané komiksy
- 2006 – Království tvé (s Alex Ross, Kingdom Come #1-4, 1996)
- 2011 – Avengers: Do boje! (s dalšími autory)
- 2014 – Ultimátní komiksový komplet #25: Fantastic Four – Nemyslitelné, (s Mike Wieringo a Casey Jones: Fantastic Four vol. 3 #67–70 a Fantastic Four vol. 1 #500–502, 2003).
- 2014 – Ultimátní komiksový komplet 26: Fantastic Four – Rozhodná akce, (s Howard Porter: Fantastic Four vol. 1 #503–511, 2003–04)
- 2016 – Ultimátní komiksový komplet 77: Daredevil – Zvuk a zlost, (s Paolo Rivera: Daredevil (Vol. 3) #1–6, 2011)
- 2017 – DC komiksový komplet 011: JLA - Babylonská věž, (s Howard Porter: JLA #43–46 "JLA: Tower of Babel", 2000)
- 2017 – DC komiksový komplet 014: JLA - Rok jedna 1, (s Brian Augustyn a Barry Kitson: JLA: Year One #1–6, 1998)
- 2017 – DC komiksový komplet 015: JLA - Rok jedna 2, (s Brian Augustyn a Barry Kitson: JLA: Year One #7–12, 1998)
- 2017 – DC komiksový komplet 021: The Brave and the Bold – Vládci štěstí, (s George Pérez: The Brave and the Bold (Vol. 3) #1–6, 2007)
- 2017 – Amazing Spider-Man: Rodinný podnik (s James Robinson, Gabriele Dell'Otto, Werther Dell'Edera: Amazing Spider-Man: Family Business, 2014)
- 2017 – DC komiksový komplet 023: Flash: Zrozen k běhu, (s Greg Larocque: The Flash (Vol. 2) #62–65, 1992; s David Brewer: The Flash Annual #8, 1995; s Jim Aparo: Speed Force #1, 1997; s Pop Mhan: The Flash 80-Page Giant #1, 1998).
- 2018 – DC komiksový komplet 044: Superman - Odkaz, kniha první, (s Leinil Francis Yu: Superman: Birthright #1–6, 2003–04)
- 2018 – DC komiksový komplet 045: Superman - Odkaz, kniha druhá, (s Leinil Francis Yu: Superman: Birthright #7–12, 2004)
- 2018 – DC komiksový komplet 050: Flash: Návrat Barryho Allena, (s Greg LaRocque: The Flash (Vol. 2) #74–79, 1993)
- 2019 – DC komiksový komplet 067: Flash: Zkrotit bouři, (autoři: s Humberto Ramos: Impulse (Vol. 1) #1, 1995)
- 2020 – Nejmocnější hrdinové Marvelu 096: Agent Coulson, (s různými kreslíři: S.H.I.E.L.D. (Vol. 3) #1–6, 2014–15)
- 2020 – DC komiksový komplet 088: Království tvé, kniha první, (s Alex Ross: Kingdom Come #1-2, 1996)
- 2020 – DC komiksový komplet 089: Království tvé, kniha druhá, (s Alex Ross: Kingdom Come #3–4, 1996)
- 2020 – DC komiksový komplet 093: Flash: Smrtící rychlost, (s Salvador Larroca, Carlos Pacheco a Oscar Jimenez: The Flash (Vol. 2) #95–100, 1994–95)
- 2020 – Nejmocnější hrdinové Marvelu 109: Mr. Fantastic, (s Mike Wieringo: antastic Four (Vol. 3) #60-64, 2002)

### DC Comics
- Action Comics Vol. 1 #572, 576, 641, 723, 737 (s různými umělci, 1985, 1986, 1989, 1996, 1997)
- Superboy: The Comic Book #7: "Murmurs of the Heart!" (s Jim Mooney, 1990)
- Adventures of Superman Vol. 1 #536: "Identity Crisis, Part One: Cages" (s Tom Peyer a různými umělci, 1996)
- Superman: The Man of Steel #58 a 73 (s různými umělci, 1996, 1997)
- Superman Vol. 2 #114: "Identity Crisis, Part Four: Worldwide Web" (s Tom Peyer a různými umělci, 1996)
- Superman: Birthright #1–12 (s Leinil Francis Yu, 2003–2004)
- Superman: The Last Days of Lex Luthor #1 (s Bryan Hitch, 2023)
- Action Comics Vol. 1 #1070–... (s Clayton Henry, 2024–...)

- Superman/Batman Secret Files #1: "Young Luthor in Smallville" (s Renato Guedes, 2003)
- Batman / Superman: World's Finest #1–... (s Dan Mora, 2022–...)

- Detective Comics Vol. 1 Annual #2: "Blood Secrets" (s Brian Augustyn a Val Semeiks, 1989)
- Batman: Legends of the Dark Knight Annual #4: "Citizen Wayne" (s Brian Augustyn a Joe Staton, 1994)
- The Brave and the Bold #1–16 (s George Pérez, Jerry Ordway a Scott Kolins, 2007–2008)
- Batman in Barcelona: Dragon's Knight (s Diego Olmos, 2010)
- Batman vs. Robin #1–5 (s Mahmud Asrar, 2022–2023)
- Batman & Robin: Year One #1–... (s Chris Samnee, 2024–...)

- The Flash 50th Anniversary Special: "Generations" (s Mike Parobeck, one-shot, 1990)
- The Flash TV Special: "Meet Kid Flash" (s Darick Robertson a David A. Williams, one-shot, 1991)
- The Flash Vol. 2 #62–162, Annual #4–8 (s různými umělci, 1992–2000)
- Impulse #1–27 (s Humberto Ramos a různými umělci, 1995–1997)
- Showcase '96 #12: "Overrun" (s Brian Augustyn a Oscar Jimenez, 1996)
- Flash/Green Lantern: Faster Friends #2: "End Run" (s Brian Augustyn a Val Semeiks, 1997)
- The Life Story of the Flash (s Bryan Augustyn, Gil Kane, Joe Staton, grafická novela, 1998)

- Justice League Quarterly #5-6, 8-10, 12 (s Rod Whigham a dalšími, 1991-1993)
- Justice League Task Force #0, 13-15, 17-20 (s Sal Velluto a dalšími, 1994-1995)
- Justice League: A Midsummer's Nightmare #1–3 (s Fabian Nicieza, Jeff Johnson a Darick Robertson, 1996)
- JLA: Year One #1–12 (s Brian Augustyn a Barry Kitson, 1998)
- JLA #18-21, 32-33, 43-60 (s Bryan Hitch a dalšími, 1998-2002)
- Justice League Unlimited #1–... (s Dan Mora, 2024–...)

- Green Lantern Corps Quarterly #2: "Two-Minute Warning" (s Ty Templeton, 1992)

- L.E.G.I.O.N. '93 #49–50, 52-60 (s Barry Kitson a dalšími, 1993)
- Valor Legionnaires9, 11-19 (s Colleen Doran a dalšími, 1993-1994)
- Legionnaires #16-18, 23 a Annual #1 a 2 (s Tom McCraw a dalšími, 1994-1995)
- Legion of Super-Heroes Vol. 4 #59-71 (s Tom McCraw, Stuart Immonen, Tom Peyer a dalšími, 1994-1995)
- Supergirl and the Legion of Super-Heroes #1–30 (s Barry Kitson a Tony Bedard, 2005–2007)

- Metamorpho #1–4 (s Graham Nolan, 1993)
- The Ray #8: "The Main Man" (s Christopher Priest a Howard Porter, 1995)
- Underworld Unleashed #1–3 (s Howard Porter, 1995)
- Kingdom Come #1–4 (s Alex Ross, 1996)
- The Kingdom (s různými umělci, 1999–2000)
- Gross Point #1: "Welcome to Gross Point" (s Brian Augustyn a S M Taggart, 1997)
- National Comics: "Fair Play" (s Aaron Lopresti, one-shot, 1999)
- Elseworlds 80-Page Giant #1: "Hall of Silver Age Elseworlds" (s Ty Templeton, 1999)
- All-Star Comics 80-Page Giant #1: "Steam Engine" (s Adam DeKraker, 1999)
- Green Lantern Secret Files #2: "Green Lantern and the Flash Fight Axis Smugglers!" (s Joe Staton, 1999)
- Flash & Green Lantern: The Brave and the Bold #1–6 (s Tom Peyer a Barry Kitson, 1999–2000)

- Silver Age (2000)
- Empire Vol. 1 #0–6 (s Barry Kitson, 2003–2004)
- DC Comics Presents: The Atom: "Ride a Deadly Grenade!" (s Dan Jurgens, one-shot, 2004)
- 52 #1–52 (s Geoff Johns, Grant Morrison a Greg Rucka, 2006–2007)
- Absolute Power #1–4 (s Dan Mora, 2024)
- Absolute Power: Ground Zero #1 (s různými, 2024)

- Lazarus Planet: Alpha #1 (s Gene Luen Yang a dalšími, 2023)
- Lazarus Planet: Omega #1 (s Gene Luen Yang a dalšími, 2023)

- Shazam! #1–11 (s Dan Mora, 2023–2024)
- Knight Terrors: Shazam! #1–2 (s Roger Cruz, 2023)
- World's Finest: Teen Titans #1–6 (s Emanuela Lupacchino, 2023)

#### Impact Comics
- Impact Christmas Special (s Carmine Infantino, Tom Lyle and Grant Miehm, one-shot, 1991)
- The Legend of the Shield #1–12 (sGrant Miehm, 1991–1992)
- The Comet #1–10, 12–18, Annual #1 (s Tom Lyle, Kevin J. West, Turner Allen a Cooper Smith, 1991–1992)
- The Crusaders #1–4, 8 (s Brian Augustyn, Rags Morales a Jeffrey Moore, 1992)
- The Web Annual #1: "High Stakes" (s Turner Allen, 1992)
- Crucible #1–6 (s Brian Augustyn, Joe Quesada a Chuck Wojtkiewicz, 1993)

#### Amalgam Comics
- The Amalgam Age of Comics Volume 1 (1996)
  - zahrnuje: JLX: "A League of Their Own!" (s Gerard Jones a Howard Porter, one-shot, 1996)
  - Super-Soldier: "Secret of the K-Bomb" (s Dave Gibbons, one-shot, 1996)

- The Amalgam Age of Comics Volume 2 (1996)
  - zahrnuje: Magneto and the Magnetic Men: "Secret of the K-Bomb" (s Gerard Jones a Jeff Matsuda, one-shot, 1996)

- Return to the Amalgam Age of Comics Volume 1 (1997)
  - zahrnuje: Super-Soldier: Man of War: "Deadly Cargo" (s Dave Gibbons, one-shot, 1997)

### Marvel Comics
- Deadpool Vol. 2 #1–4 (s Ian Churchill a Ken Lashley, 1994)
- Age of Apocalypse (s Scott Lobdell, 1995)
- Onslaught (s různými umělci, 1996)
- X-Men Vol. 2 #51-52 (s různými umělci, 1996)
- Captain America vol. 1 #444-454 (s Ron Garney, 1995-1996)
- Captain America vol. 3 #1-23 (s Andy Kubert, 1998-1999)
- Captain America: Sentinel of Liberty vol. 1 #1-12 (1998-1999)
- Captain America: Red, White & Blue: "American Dream" (s Bill Sienkiewicz, grafický román, 2002)
- Captain America: Man Out of Time #1–5 (s Jorge Molina, 2011)

- Spider-Man 2099 Special: "Eye Spy" (s Joe St. Pierre, one-shot, 1995)
- Spider-Man Team-Up #1: "Double or Nothing" (s Tom Peyer a Ken Lashley, 1995)
- Marvel Holiday Special '96: "Not a Creature Was Stirring" (s Pat Olliffe, 1996)
- Spider-Man: House of M #1–5 (s Salvador Larroca, 2005)
- Spider-Man Family #7: "Looter's Quest" (s Todd Dezago a Karl Kesel, 2008)
- The Amazing Spider-Man #568, #573, #578–579, #583, #592–594, #600-601, #612–614, #623–624, #628, 642–647 (s různými umělci, 2008-2010)
- Amazing Spider-Man: Family Business OGN (s James Robinson, Werther Dell'edera a Gabriele Dell'Otto, 2014)

- Ka-Zar #1-14 (s Andy Kubert 1997-1998)
- Iron Man/Captain America Annual '98: "Life and Liberty" (s Kurt Busiek, Roger Stern a Patrick Zircher, 1998)
- Fantastic Four Vol. 3 #60-70 a Vol. 1 #500-524 (s Mike Wieringo, 2002-2005)
- Strange #1–4 (s Emma Rios, 2010)
- Ruse #1–4 (s Mirco Pierfederici, 2011)
- Daredevil Vol. 3 #1-36 (s Paolo Rivera, Greg Rucka, Marco Checchetto, Chris Samnee, 2011-2014)
- Daredevil Vol. 4 #1-18 (s Chris Samnee, 2014-2015)

- Avengers vs. X-Men (Infinite #1, 6, 10, s různými umělci 2012)
- Indestructible Hulk #1–20 (s různými umělci, 2012–2014)
- Hulk Vol. 3 #1-4 (s Mark Bagley, 2014)

- Original Sin #0, #3.1-3.4 (s různými umělci, 2014)
- S.H.I.E.L.D. vol. 3 #1-12 (2014-2016)
- Star Wars: Princess Leia #1-5 (with Terry Dodson, 2015) collected as Star Wars: Princess Leia (tpb, 120 pages, 2015, 0-7851-9317-0)
- All-New, All-Different Avengers #1-15 (s Mahmud Asrar a Adam Kubert, 2015-2016)
- Avengers Vol. 7 #1–11 (s Michael Del Mundo, 2016–2017)
- Black Widow Vol. 6 #1-12 (s Chris Samnee, 2016-2017)
- Champions Vol. 2 #1-18 (s Humberto Ramos, 2016-2018)

- Avengers Vol. 1 #672–690 (s Al Ewing, Jim Zub, Pepe Larraz, 2017–2018)
- Captain America Vol. 1 #695–704 (s Chris Samnee a Leonardo Romero, 2017-2018)
- Doctor Strange Vol. 5 #1–20 (s Jesus Saiz, 2018–2019)
- Ant-Man and the Wasp Vol. 1 #1–5 (s Javier Garron, 2018)
- History of the Marvel Universe #1–6 (s Javier Rodriguez, 2019)
- Dr. Strange #1–6 (s Kev Walker, 2019–2020)